# Leonyid Pavlovics Sztecjura
Leonyid Pavlovics Sztecjura (Kijev, 1959. május 12. –), ukránul: Леонід Павлович Стецюра, oroszul: Леонид Павлович Стецюра, alias Loncsik, a magyarországi szervezett bűnözés egyik hírhedt szereplője. Sokáig őt tartották hazánk legveszélyesebb bűnözőjének. Ő buktatta le a bombagyárosként elhíresült Dietmar Clodót, így kívánta tisztázni magát az 1996-97 robbantások alól, mellyel sokáig gyanúsították. A hatóságok szerint a magyarországi szervezett bűnözés egyik keresztapájaként, a Szeva bácsiként is ismert Szemjon Mogiljevics (Szemen Mogilevics) egyik alvezéreként szinte mindenben benne volt a keze: olaj, prostitúció, lopott autók, védelmi pénzek. Az 1999-ben Tahitótfalunál kivégzett Seres Zoltán is neki hajtott be pénzt. Jelenleg nyolcéves fegyházbüntetését tölti emberölés kísérlete és zsarolás miatt, valamint hatósági eljárás akadályozása miatt nemrég[mikor?] újabb másfél év szabadságvesztést szabtak ki rá, amelynek egy része hozzáadódik korábbi büntetéséhez.

## Életrajzi adatok
Leonyid Pavlovics Sztecjura 1959. május 12-én született Kijevben. 1994-ben megkapta az izraeli állampolgárságot, és nevét Leonid Goldsteinre változtatta. Más források szerint az izraeli papírok hamisak voltak. Ugyanebben az évben üzletemberként tűnt fel hazánkban: közös ügyleteket bonyolított le az 1998. július 2-án, az Aranykéz utcában felrobbantott Boros Tamással és az 1999 áprilisában Tahitótfaluban géppisztolysorozattal kivégzett Seres Zoltánnal. Ugyancsak többször látták őt együtt Pálocska János vállalkozóval, aki szoros kapcsolatban állt Sándor Istvánnal, a „Papa” néven is emlegetett KBI-s főnyomozóval. 2001 októberében kommandósok fogták el Záhonyban. Azóta őrizetben tartják, jelenleg[mikor?] jogerősen kiszabott szabadságvesztését tölti.

## Elítéltetése

### A kezdetek
Az egész ügy egy életellenes bűncselekmény kapcsán indult. 1997-ben az erdész az erdészházban vérbe fagyva talál egy férfit. Sok szúrásból vérzik, de él. Eszméletén van és már a mentőben is nyilatkozik a történtekről. A rendőrség megkezdi a helyszín biztosítását, és a helyszínelést. Ekkor azonban megjelent egy ukrán állampolgár, lapáttal a kezében. A rendőröket látva pánikszerűen menekülni kezdett. Mint később kiderült, a halottnak vélt sértett elásása céljából érkezett. A rendőrség megkezdte a helyszínen a tanúkutatást. Ez gyors sikerrel járt, sikerült tanúkat találni, akik hasznos információkkal szolgáltak egy autóról, és rendszámtöredéket is meg tudtak adni.

### Nyomozati szakasz
A nyomozás során az első perctől kezdve nyilvánvaló volt hogy bonyolult és sok szálon futó ügyről van szó. Sztecjura Magyarországon tevékenykedő, orosz ukrán bandában vezető, az általuk kiszemelt vendéglátósoktól védelmi pénzt szedtek. A feladatokat rendszerben, utasításokkal végezteti, strukturált szervezetet építenek ki.

## Tárgyalás
- Ügyész: Szololay Gábor
- Bíró: Lassó Gábor

## A vád
Emberölés bűntettének kísérlete, mint felbujtó, valamint kettő rendbeli bűnszervezet tagjaként folytatólagosan elkövetett zsarolás bűntette

### Az emberölési ügy
A vádhatóság szerint az ukrán sértett megjelent egy szórakozó helyen. Mivel ellenérdekű bűnözői körhöz tartozott, ezért Sztecjura utasítást adott hogy öljék meg. Megfogták, autóba kényszeríttették, elvitték, brutálisan bántalmazták majd telefonos utasításra elvitték a helyszínre.

### A védelmi pénzek
A vád szerint Sztecjura orosz ukrán bandája az általuk kiszemelt vendéglátósoktól védelmi pénzt szedett. A bizonyítás nehéz volt mert a sértettek zöme nem merte felvállalni hogy rá nézve terhelő vallomást tegyen.
Sok olyan valós cég neve felmerült, melyek sértettek lehettek az ügyben. Ezek a cégek nem vállalták fel hogy sértettek lennének, de  alátámasztható volt hogy abban a vendéglátó-ipari vállalkozási körben az ő általa irányított személyek ezekkel a cégekkel kapcsolatban álltak. Az ügyészség ebből a kapcsolati hálóból bűnszervezetre következtetett.
Védelmi pénzt szedtek tőlük. Számos ilyen cégnél lehetett találni, különböző gyanús szerződések alapján rendszeres utalásokkal teljesítették a befizetési "kötelezettséget". Sztecjurának több cége volt, erre érkeztek a nagyjából azonos összegek. A megzsarolt cégekkel sablonszerződések köttettek. Ha emelték a védelmi pénz összegét, akkor mindenkinél emeltek. A szerződésekben Sztecjuráék oldala nem volt rendesen tartalommal megtöltve. Ezek a szerződések, valamint az utalások bizonyítékként lettek felhasználva.

## A vádlott védekezése
A vádlott semmilyen érdemi infóval nem rendelkezett a saját cégéről, nem tudott konkrétumokat mondani. Az emberölési ügyben egy magasrangú rendőrtiszt alibit igazolt neki. Kanadában volt, onnan Bécsbe érkezett, ott ünnepelte a születésnapját, majd másnap autóval hazahozta őt.
A zsarolási ügyben volt egy koronatanú, akire megpróbáltak mindent ráverni. Ez a koronatanú valamiféle feltűnési vágyból mindent magára vállalt.
A váddal ellentétben, mely csak egy összeesküvés-elmélet, a valóságban egy jól menő orosz üzletember segít szegény honfitársainak. Munkát szerez nekik portaszolgálatra stb. 

## A tárgyalás
Rendkívül bonyolult összetett eset volt öt vádlottal, és legalább 40 érintettel. Külön problémát jelentett hogy bár az I. rendű vádlott több nyelven beszélt, de csak ukránul voltak hajlandóak megszólalni – amihez természetesen joguk volt. Ezért tolmács lett kirendelve. A tárgyalás folyamán folyamatosan vitatták a fordítás helyességét, a család bekiabálgatott hogy "nem is azt mondta". Tolmács cserére is sor került, az egyik alkalommal a tolmács hölgy sírógörcsöt is kapott.
A teremben lehetett jegyzeteket készíteni, azonban a családtagok sokszor mobil telefonnal közvetítették az eseményeket, és előfordult, hogy az egyik tanú ott folytatta ahol az előző abbahagyta.
A vádlottak saját jassznyelvet használtak melynek megértése további problémát jelentett a tárgyalás során. Például ha valaki nem adta le a beszedett védelmi pénzt azt "patkánykodásnak" nevezték.
A bíróság alaposam körbejárta a Sztecjurához köthető cégek működését. A vádlott mindig azt nyilatkozta hogy nem tudja mi hogyan volt, mindent a cégvezetők tudnak. Fontos szerepe volt a banda tolmácsának is. Bizalmi állás volt, mindenről tudtak, sokszor pénzt is szedtek be, és mobil telefonokat vásároltak. A banda üzemszerűen folyamatosan váltogatta a mobil telefonokat, kártyákat a lehallgatás megnehezítése végett. A tolmács szerep olyannyira fontos volt hogy amikor az egyik tolmács – aki egyébként vendéglátó-ipari analfabéta volt – túlságosan beleélte magát a szerepbe, új szabályokat hozott, és ugráltatta a beosztottakat, majdnem sikerült lenulláznia a céget.
A másik tolmács egy 70 éves hölgy volt, a vádhatóság, és a bíróság szerint egy üzleti zseni, de ő sem mert terhelő dolgot mondani. A vádhatóság dolgát erősen megkönnyítette hogy a cégek működéséről senki nem tudott vagy akart konkrétumokat mondani, mivel így bizonyítani lehetett hogy fiktív cégek.
Bizonyítékok nagy része a vádlotti védekezésben a szavahihetőséget döntötte meg
Az I. rendű vádlottnak egy magas rangú rendőrtiszt alibit igazolt, azonban az útlevelek pecsétei, és a mobiltelefonok cellainformációi megcáfolták.
Az erdőben elfogott ásós ukrán állampolgár azzal védekezik, hogy nem a sértettet elásni ment, hanem csak gilisztát keresni. Hogy azután a rendőrök láttán miért fogott pánikszerű menekülésbe arra nem tudott hihető magyarázatot adni.
Mintegy két év után az I. rendű vádlottnak eszébe jutott egy koronatanú. A vallomása nagy vonalakban alátámasztotta Sztecjura vallomását, de voltak bizonytalan pontok. A bíróság észrevette hogy a vallomás közben az I. rendű vádlott oroszul instruálja a tanút.
A védelem szerint a Sztecjura által jótékonyságból különböző vendéglátóhelyeken elhelyezett bandatagok mítoszát gyengítette többek között, hogy ezek az emberek rengeteget mulatoztak ugyanott, a fizetést pedig "majd a főnök rendezi" felkiáltással oldották meg, amelyre azonban a valóságban nem került sor.
Agresszív bűnözői körről szó lévén a tanúk féltek, és ez komoly problémákat okozott.
Egy magyar vállalkozó például tanúsította hogy nem kellett fizetniük Sztecjurának, azonban az üzlettársa ennek ellenkezőjét vallotta.
A felkutatott, de nem vállalt tanúk magatartása rendkívül beszédes volt. A legfurább kifogásokkal próbáltak kibújni a vallomástétel alól. Féltek.
Kiderült hogy Seres Zoltán meggyilkolása után Sztecjura lépett be mint örökös, és az addig Seresnek fizetők onnantól Sztecjurának fizettek.

### Az eljárás vitatott pontja
Az eljárás elhúzódása miatt, – melyre a vádlottak is rásegítettek, de alapvetően a bíróság felelőssége – az utolsó tárgyalásra az a veszély fenyegetett, hogy ha a védő nem jelenik meg, mert például rosszul lesz, akkor letelik a törvényben előírt maximális 3 éves előzetes letartóztatás, és a vádlottat szabadon kell engedni. A bíró ezt nem akarta megkockáztatni, ezért az eljárási törvényt megsértve előre kirendelt egy védőt a vádlottnak akinek kellő időt adott az íratok áttanulmányozására, és ha a védő nem jelenik meg ő vette volna át az ügyet. Erre végül nem került sor, mivel a vádlott védője – akit értesítettek erről – rendben megjelent a tárgyaláson, erre a bíró elbocsátotta a kirendelt védőt.

## Ítélet
Sztecjura Leonyid Pavlovics elsőrendű vádlott bűnös emberölés bűntettének kísérletében, mint felbujtó, valamint kettő rendbeli bűnszervezet tagjaként folytatólagosan elkövetett zsarolás bűntettében, mint társtettes.